# Skylon
Skylon és un disseny per a un avió espacial d'una sola etapa de l'empresa britànica Reaction Engines Limited (REL). Es preveu que una flota d'aquest tipus de vehicles, utilitzin el SABRE, un sistema de propulsió de coet per aire de cicle combinat, amb una reutilització dissenyada fins a 200 vols cadascun. En els estudis, el cost per quilogram de càrrega útil transportada a òrbita terrestre baixa s'espera que es redueixi dels actuals £15.000/kg (fins al 2011), incloent recerca i desenvolupament, al voltant de £650/kg, amb reducció costos esperats al pas del temps després de les despeses inicials amortitzant-les. En 2004, el desenvolupador estima que el cost total del programa ascendirà a uns $12 bilions.
El disseny del vehicle és per a un avió a hidrogen que es pot enlairar des d'una pista d'aterratge convencional, i accelerar a Mach 5,4 a 26 km d'altitud utilitzant aire atmosfèric abans de canviar els motors per utilitzar la font de liquid oxygen (LOX) interior per assolir l'òrbita. A continuació, alliberaria la seva càrrega útil, de fins a 15 tones, i reentraria en l'atmosfera. El vehicle aniria sense pilot, però també estaria autoritzat a transportar passatgers. Totes les càrregues útils podrien ser transportades en un compartiment contenidor normalitzat. Durant la reentrada del vehicle relativament lleuger, amb l'estructura protegida per un material compost ceràmic, volaria de tornada a través de l'atmosfera i aterrar en una pista d'aterratge. Llavors es sotmetria a inspecció i qualsevol manteniment necessari i, si s'aconsegueix l'objectiu de disseny, pot ser capaç de volar en dos dies.
En 2012, només una petita part del finançament necessari per desenvolupar i construir Skylon havia estat assegurat. El treball de recerca i desenvolupament en el disseny del motor SABRE està procedint sota una petita subvenció de l'Agència Espacial Europea (ESA). En gener de 2011, REL va presentar una proposta al govern britànic per sol·licitar fons addicionals per al projecte i a l'abril REL va anunciar que havien assegurat $350 milions de finançament addicional depenent de si la prova tecnològica del pre-refredador del motor tingui èxit. Les proves de les tecnologies clau es van completar amb èxit en novembre de 2012, permetent el disseny del Skylon per avançar a la fase final.
El 16 de juliol de 2013, el govern britànic es va comprometre amb £60m pel projecte: aquesta inversió proporcionarà suport a una "etapa crucial" per permetre que un prototip a escala real del motor de SABRE sigui construït.
Si tot va segons el previst, els primers vols de prova podrien ocórrer en 2019, i el Skylon podria visitar l'Estació Espacial Internacional en 2022. Pot transportar 15 tones de càrrega a una òrbita equatorial de 300 km en cada viatge, i fins a 11 tones a l'estació espacial, gairebé un 45% més que la capacitat del vehicle ATV de l'agència espacial europea.

## Programa de recerca i desenvolupament

### Antecedents i primers treballs
Skylon està basat en un projecte anterior d'Alan Bond, conegut com a HOTOL. El desenvolupament de HOTOL va començar el gener de 1982, en moments en què la tecnologia espacial es movia cap als sistemes de llançament reutilitzables com el Transbordador Espacial. En conjunció amb British Aerospace i Rolls-Royce, un disseny prometedor va emergir en la qual el govern britànic va contribuir £2 milions. No obstant, en 1988, el govern va retirar finançament, i el desenvolupament es va donar per acabat. Després d'aquest revés, Bond va decidir crear la seva pròpia empresa, Reaction Engines Limited, amb l'esperança de continuar el desenvolupament amb finançament privat.

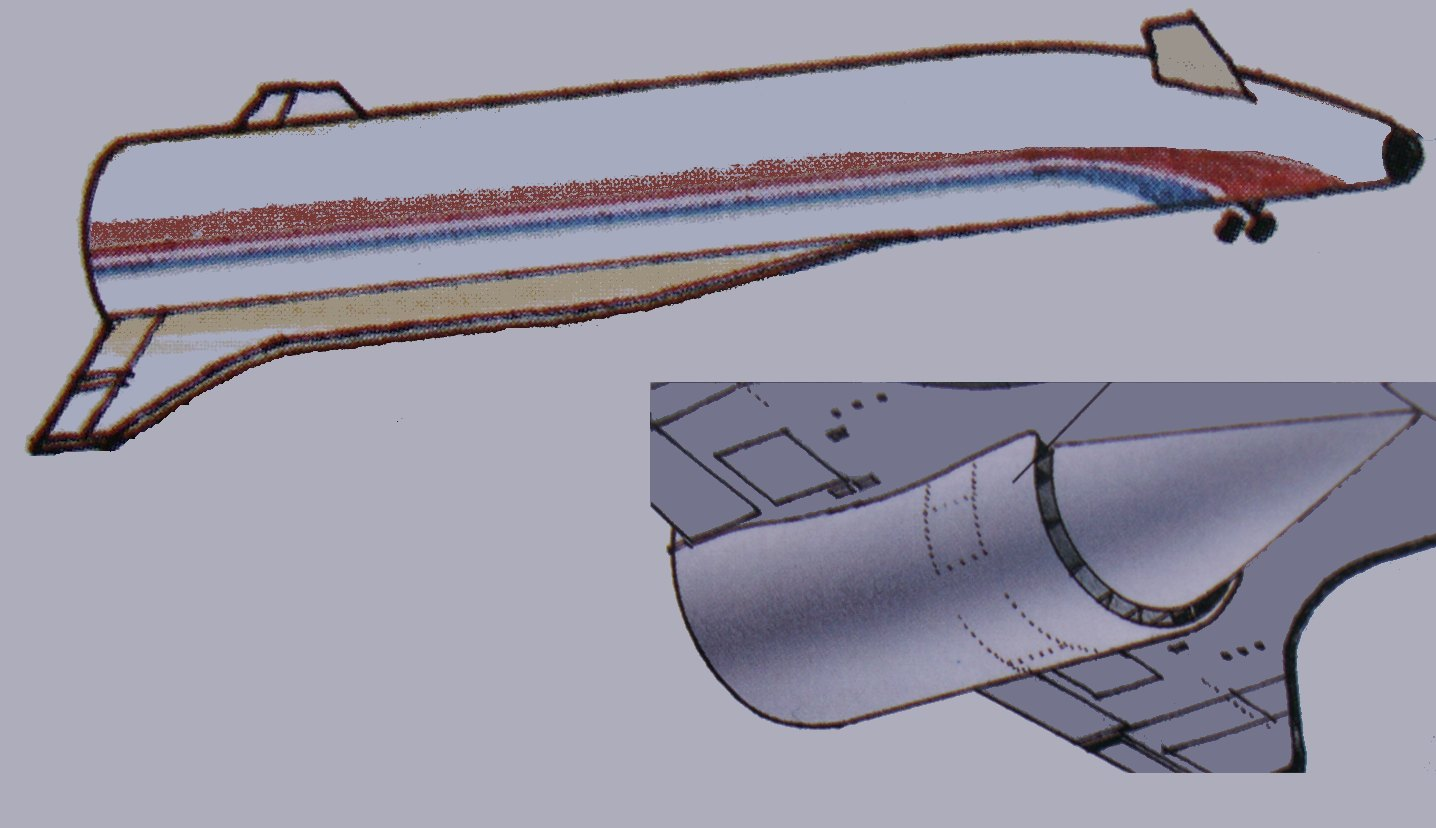
El Skylon va ser desenvolupat des del projecte britànic HOTOL.

Després d'assegurar més fons en la dècada de 1990, el disseny inicial va ser sotmès a una revisió radical i, des del 2000, Reaction Engines ha estat treballant amb la Universitat de Bristol per desenvolupar un disseny de motor vital per a l'èxit de Skylon. Els dissenys STRICT/STERN com a resultat d'aquest programa es van considerar de gran èxit. La següent etapa de desenvolupament serà la construcció d'un prototip funcional a escala real del motor SABRE.
Hi ha diverses diferències en comparació amb el HOTOL. Mentre que HOTOL s'hauria llançat des d'un trineu coet, per estalviar pes, el Skylon utilitza un tren d'aterratge retractable convencional. El disseny de motor revisat del Skylon, el motor SABRE, s'espera que ofereixin un major rendiment. El motor del HOTOL muntat posteriorment va donar el vehicle una estabilitat de vol intrínsecament pobre. El Skylon resol això mitjançant la col·locació dels motors a l'extrem de les seves ales, però més endavant i molt més a prop del centre de masses longitudinal del vehicle. Els primers intents de solucionar-ho havien acabat de sacrificar gran part del potencial de càrrega útil del HOTOL, i va contribuir al fracàs del projecte.

### Resum del projecte
REL pretén en última instància, operar com una empresa comercial amb fins de lucre, la fabricació dels vehicles Skylon per a diversos clients internacionals; aquests clients operarien les seves flotes de manera directa, amb el suport de REL. Mentre que REL té la intenció de fabricar alguns components, com la pre-refredador del motor, altres components han estat dissenyats per les empreses associades i un consorci de diverses empreses aeroespacials que s'espera que manegin la producció total del Skylon. D'acord amb Management Today, Skylon ha estat discutit com un possible reemplaçament del Transbordador Espacial per a la NASA.
En servei, Skylon podria reduir potencialment els costos de llançament de satèl·lits dels actuals £15.000/kg a £650/kg, d'acord amb l'evidència presentada al Parlament del Regne Unit per Reaction Engines Ltd. El finançament del projecte per part del govern britànic sovint ha estat difícil obtenir. El treball inicial es preveia completar a mitjans de 2011 i si la prova tingués èxit, treballar amb la indústria per considerar els següents passos.

### Finançament i desenvolupament del motor
Una petició infructuosa dels fons del govern britànic va ser emesa en 2000. Es tractava d'una proposta que ofereix un gran potencial de retorn de la inversió. Les discussions posteriors amb el British National Space Centre (que més tard va esdevenir el UK Space Agency), va donar lloc a un acord de finançament important al febrer de 2009 entre el British National Space Centre, l'Agència Espacial Europea (ESA) i REL en €1 milió ($1,28 milions) per produir un motor de demostració del Skylon en 2011.
El Technology Demonstration Programme tindrà una durada d'aproximadament 2,5 anys i es beneficiarà de €1 milió més de l'ESA. Aquest programa pren Reaction Engines Ltd en un Technology Readiness Level (TRL) de 2/3 cap a 4/5. L'anterior Ministre de Ciència i Innovació britànic en 2009, Lord Drayson, va comentar sobre el Skylon en un discurs: "Aquest és un exemple d'una companyia britànica la tecnologia de desenvolupament meteòrica amb conseqüències interessants per al futur de l'espai."
En 2012, el finançament necessari per desenvolupar i construir tota la nau encara no s'ha aconseguit, i el treball de recerca i desenvolupament, de manera actual es va centrar en els motors, en virtut d'una concessió de l'ESA de €1 milió. En gener de 2011, REL va presentar una proposta al Govern britànic sol·licitant fons addicionals per al projecte Skylon.
El 13 d'abril de 2011, REL va anunciar que el disseny Skylon havia passat diversos rigorosos exàmens independents. El 24 de maig de 2011, l'ESA va declarar públicament que el disseny és factible, després d'haver vist que "no hi havia impediments o elements crítics" en la proposta.

La plataforma prerefredadora que va posar a prova el sistema d'intercanvi de calor del motor SABRE.

El principal fita de l'inici dels assaigs estàtics en la pre-refredador del motor i el motor SABRE va ser assolida el juny de 2011, marcant l'inici de la fase 3 en el programa de desenvolupament Skylon. Un portaveu de REL va anunciar que havien aconseguit $350 milions de finançament addicional, depenent de la finalització amb èxit de la prova de mida completa del motor de reacció refredat prèviament al juny de 2011. La comprovació de motors es va iniciar el juny de 2011, i es va programar per continuar fins al final d'aquell any. No obstant això, la prova es va retardar fins a l'abril de 2012.
En 9 de maig de 2011, REL va declarar que un prototip de preproducció del Skylon podria estar volant en 2016, i la ruta proposada seria un vol suborbital entre el Port Espacial Europeu de Kourou a la Guaiana Francesa i el North European Aerospace Test Range, situat al nord de Suècia. Les comandes anticipades van ser previstes en el marc de 2011–2013 coincidint amb la formació del consorci de fabricació. El 8 de desembre de 2011, Alan Bond, parlant en el 7è Appleton Space Conference, va declarar que el Skylon entraria en servei en 2021-2022 en comptes de 2020 conforme al previst anteriorment.
En abril de 2012, REL va anunciar que la primera fase del programa de proves del pre-refredador s'havia completat amb èxit. El 10 de juliol de 2012, REL va anunciar que la segona de les tres sèries de proves s'ha completat amb èxit. Les instal·lacions de prova van ser sotmeses a millores i ampliacions per permetre que la tercera i última fase de les proves pogués procedir. El 13 de juliol de 2012, el Director-General de l'ESA Jean-Jacques Dordain va declarar a Space News que l'ESA sostindria converses amb REL per desenvolupar una major "comprensió tècnica".
Després d'una prova reeixida del sistema de propulsió que va ser auditada per la divisió de propulsió de l'ESA a mitjan 2012, la companyia va anunciar que iniciaria un projecte de tres anys i mig de durada per desenvolupar i construir un model de prova del motor SABRE per provar el rendiment dels motors a través dels seus modes d'aspiració d'aire i de coet. En novembre de 2012, es va anunciar que una prova clau de la pre-refredador del motor s'havia completat amb èxit, i que l'ESA havia verificat el disseny del pre-refredador. El desenvolupament del projecte llavors se li permetia avançar a la següent fase, que consisteix en la construcció i prova d'un motor prototip a escala real.
En juny de 2013, George Osborne, el ministre d'Hisenda va afirmar en el seu compte de Twitter que el govern britànic estaria donant £60 milions cap al futur desenvolupament del motor SABRE. El tweet d'Osborne declarava: "Acabo de veure el SABRE -un motor de coet que refreda l'aire de 1000 graus a -150 en la fracció d'un segon. Estem donant suport al futur amb el finançament de £60 milions".

## Tecnologia i disseny

### Visió general

L'avió espacial Skylon està dissenyat com una aeronau de dos motors sense cua, que està equipat amb un canard dirigible.

Skylon és un vehicle single stage to orbit (SSTO), capaç d'assolir l'òrbita sense etapes. Els defensors del SSTO argumenten que l'ús d'etapes de coet provoca una sèrie de problemes per la seva complexitat, és molt difícil o impossible de recuperar i reutilitzar moltes parts, donant lloc a un gran cost i, per tant, creuen que els dissenys SSTO poden mantenir la promesa de reduir el cost dels vols espacials. El Skylon està destinat a enlairar-se des d'una pista d'aterratge enfortida, volar en òrbita terrestre baixa, reentrar en l'atmosfera, i aterrar sobre la pista com una aeronau convencional, sense l'ús d'etapes de coet, com un sistema de llançament reutilitzable complet.
El disseny del Skylon C2 mostra una llarga badia de càrrega útil cilíndrica, de 13 m de llarg i 4,8 m en diàmetre. Està dissenyat per a ser comparable amb les dimensions de les càrregues útil actuals, i no obstant això, capaç de suportar la conteniderització de càrregues útils que Reaction Engines espera per al futur. En una òrbita equatorial, el Skylon podria llurar 15 tones a una alçada de 300 km o 11 a 800 km. L'ús de contenidors de càrrega intercanviables, el Skylon podria estar equipat per portar els satèl·lits o càrrega de líquid en òrbita, o, en un mòdul habitable especialitzat de fins a 30 astronautes en un sol llançament.

### Motors SABRE
Una de les característiques importants del disseny Skylon és el motor, anomenat SABRE. Els motors estan dissenyats per funcionar al voltant de Mach 5,5 (1.700 m/s), 26 km d'altitud, més enllà del qual l'entrada d'aire es tanca i el motor funciona com un coet d'alta eficiència a velocitat orbital. El motor SABRE proposat no és un scramjet, però és un motor de reacció funcionant a cicles combinats d'un motor de reacció prerefredat, un motor de coet i un estatoreactor. Originalment no existia la tecnologia clau per a aquest tipus de motor de reacció refredat prèviament, ja que requereix un intercanviador de calor que era deu vegades més lleuger que l'estat de la tècnica. Les investigacions realitzades des de llavors han aconseguit el rendiment necessari.
El funcionament d'un motor de reacció que respira aire a velocitats de fins a Mach 5,5 planteja nombrosos problemes d'enginyeria. Diversos motors anteriors proposats per altres dissenyadors van funcionar com a motors de reacció, però no van tenir bons resultats com a coets. Aquest disseny del motor té com a objectiu ser un bon motor de reacció en l'atmosfera, a més de ser un excel·lent motor de coet a l'exterior. El problema amb l'operació en Mach 5,5 ha estat que l'aire que entra al motor s'escalfa ràpidament, ja que es comprimeix en el motor; a causa de certs efectes termodinàmics, això redueix en gran manera l'empenta que pot ser produïda per la crema de combustible. Els intents d'evitar aquests problemes típicament fan el motor molt més pesant (scramjets/ramjets) o redueixen en gran manera l'empenta (els turbojets/ramjets convencionals). En qualsevol cas, el resultat final és un motor que té un pobre ràtio impuls-pes a altes velocitats, el que resulta en un motor que és massa pesant per assolir l'òrbita.
El disseny del motor SABRE té com a objectiu evitar això mitjançant l'ús de part del combustible d'hidrogen líquid per refredar l'heli en un prerefredador de cicle combinat, el que redueix ràpidament la temperatura de l'aire a l'entrada. L'aire s'utilitza llavors per a la combustió com en un avió convencional, i una vegada que l'heli ha abandonat el prerefredador s'escalfa encara més pels productes del precremador, donant-li l'energia suficient per accionar la turbina i la bomba d'hidrogen líquid. Com que l'aire es refreda a qualsevol velocitat, l'avió es pot construir d'aliatges lleugers i el pes es redueix a la meitat o menys. A més, es pot cremar més combustible a alta velocitat. Més enllà de Mach 5,5, l'aire es convertiria inútilment calent malgrat el refredament, de manera que l'entrada d'aire es tancaria i el motor es basaria únicament en el combustible d'hidrogen i oxigen líquid de a bord com un coet normal.
Com que el motor utilitza l'atmosfera com una massa de reacció a baixa altura, tindria un alt impuls específic (al voltant de 2.800 segons), i cremar al voltant d'una cinquena part del combustible que hauria estat requerit per un coet convencional. Per tant, seria capaç d'enlairar amb molt menys combustible total que els sistemes convencionals. Això, al seu torn, significa que no necessita tanta sustentació o empenyiment, que permet motors més petits, i permet l'ús d'ales convencionals. Mentre que en l'atmosfera, s'utilitza les ales per contrarestar l'arrossegament de gravetat és més eficient en combustible que simplement expulsant el propulsor (com en un coet), de nou reduint la quantitat total de combustible necessari.

### Fuselatge i estructura
El fuselatge del Skylon s'espera que sigui de malla espacial de fibra de carboni; una estructura lleugera i resistent que suporta el pes dels tancs de combustible d'alumini i on la carcassa ceràmica és adjuntada. Les múltiples capes són de làmines reflexives d'aïllant tèrmic que omplen els espais de la trama.
La proposta actual del model Skylon C2 és un vehicle físicament gran, amb una longitud de 82 m i un diàmetre de 6,3 m. Com que utilitza un combustible de baixa densitat, l'hidrogen líquid, es necessita un gran volum per contenir l'energia suficient per arribar a l'òrbita. El propulsor està destinat a ser mantingut a baixa pressió per minimitzar l'estrès; un vehicle que és alhora ampli i lleuger té un avantatge durant la reentrada atmosfèrica comparat a altres vehicles a causa d'un coeficient balístic baix. A causa del coeficient balístic baix, el Skylon ha de desaccelerar a major altitud on l'aire és més prim. Com a resultat, la carcassa del vehicle només aconseguiria 1.100 kèlvins (K). En contrast, el Transbordador Espacial més petit es va escalfar a 2.000 K en el seu caire d'atac i, per tant, va haver d'utilitzar una sílice extremadament resistent a la calor però fràgil com a sistema de protecció tèrmica. El disseny Skylon no requereix un sistema d'aquest tipus, en el seu lloc opta per l'ús d'una pell de ceràmica reforçada molt més prima i duradora. No obstant això, a causa del flux turbulent al voltant de les ales durant la reentrada, haurien de ser refredades activament algunes parts de Skylon.
El Skylon empraria un conjunt de rodes ben espaiades altament carregades, per estalviar pes i espai interior quan les rodes es retreuen al fuselatge. Com que aquest disseny de les rodes distribueix el pes de l'aeronau i la força del seu aterratge sobre una àrea més petita de la pista d'aterratge, requeriria una pista d'aterratge especialment dissenyada reforçada més de l'habitual. Posseiria un tren d'aterratge retràctil amb pneumàtics d'alta pressió i els frens refrigerats per aigua. Si es produïssin problemes just abans d'un enlairament, els frens s'aplicarien per aturar el vehicle, l'aigua bullent lluny per dissipar la calor. Després d'un reeixit enlairament, l'aigua seria expulsada, reduint així el pes del tren d'aterratge en moltes tones. Durant l'aterratge, el vehicle buit seria molt més lleuger i, per tant, no seria necessari l'ús d'aigua. La fracció de càrrega útil seria significativament més gran que els coets normals i el vehicle ha de ser plenament reutilitzable (200 vegades o més).

## Especificacions (Skylon C2)
Data from the Skylon User Manual
Característiques generals
- Tripulació: Cap, amb comandament a distància des de la Terra
- Capacitat: Potencial per a un màxim de 30 passatgers (en un mòdul especial de passatgers)
- Càrrega útil: 15.000 kg (15.000 kg)
- Longitud: 83,3 m (83,3 m)
- Envergadura: 25,4 m (82 ft)
- Alçada:  ()
- Pes buit: 53.000 kg (53.000 kg)
- Pes carregat: 345.000 kg (345.000 kg)
- Planta motriu: 2 × SABRE motor de reacció sinergístic de cicle combinat, 1.350 kN (1350 kN) cadascun

 Rendiment 
- Màxima velocitat: Orbital (per aire arribant a Mach 5.5)
- Sostre de servei: 26.000 m per aire, >200 km exoatmosfèric (26000 m per aire, >200 km exoatmosfèric)
- Impuls/pes: ~1,2 – 3 en la ignició (~0,768 atmosfèric)
- Diàmetre del fuselatge: 6,75 m
- Impuls específic: 3500 atmosfèric, 450 exoatmosfèric[34]
- Rati impuls-pes del motor SABRE: fins a 14 atmosfèric